# Fast N' Loud
Fast N' Loud è un reality show televisivo statunitense che va in onda negli Stati Uniti dal 6 giugno 2012. In Italia è  stato trasmesso inizialmente  da DMAX  e successivamente da Motor Trend (digitale terrestre) e  Discovery Channel.

## Trama
Il programma è condotto dall'appassionato di hot rod Richard Rawlings e dal meccanico Aaron Kaufman.
Rawlings è il proprietario del Gas Monkey Garage, un'officina con sede a Dallas in Texas. Per professione recupera automobili che vende dopo averle restaurate.
Da poco Richard ha anche acquistato e personalizzato un ristorante, il Gas Monkey Bar N' Grill.
Inoltre alcuni dei dipendenti licenziati da Richard si sono uniti a Thomas, un rivale di Richard che affitta la sua prima officina creando il Fired Up Garage e il programma Meccanici allo sbando. Lo stesso Richard appare in alcuni episodi anche se i protagonisti dicono di aver tagliato i ponti con lui.
È stato realizzato lo spin-off Fast N' Loud Clip Show (Fast N' Loud - Demolition Theater) in cui Richard, altri dipendenti e anche le "vittime" delle stesse clip guardano queste ultime con il loro commento.

## Doppiatori
- Patrizio Prata: Richard Rawlings
- Francesco Cataldo: Jordan Butler
- Claudio Moneta: Tom Smith
- Paolo Sesana (1ª voce) e Mario Scarabelli (2ª voce): Thomas Weeks
- Giorgio Bonino: Mike Coy
- Nanni Baldini (2ª voce): K.C. Mathieu

## Spin-off
- Meccanici allo sbando (Misfit Garage)
- Fast N' Loud Clip Show (Fast N' Loud - Demolition Theater)
- Officine da Incubo (Garage Rehab with Richard Rawlings)
- Dirty N' Loud (Aaron Kaufman)